# Сливо-Поле (община)
Сливо-Поле (болг. Община Сливо поле) — община в Болгарии. Входит в состав Русенской области. Население составляет 12 436 человек (на 15 мая 2008 года).
Административный центр в городе Сливо-Поле.
Площадь территории общины 277 км².
Граничит:
- на севере — с рекой Дунай;
- на востоке — с общинами Тутракан (Силистренская область) и Кубрат (Разградская область);
- на западе — с общиной Русе.

Кмет (мэр) общины Сливо-Поле — Георги Стефанов Големански (коалиция партий: Болгарская социалистическая партия, Национальное движение «Симеон Второй», Движение за социальный гуманизм, ВМРО — Болгарское национальное движение, «Болгарская социал-демократия») по результатам выборов.

## Состав общины
В состав общины входят следующие населённые пункты:
1. село Бабово
2. село Борисово
3. село Брышлен
4. село Голямо-Враново
5. село Кошарна
6. село Малко-Враново
7. село Ряхово
8. город Сливо-Поле
9. село Стамболово
10. село Черешово
11. село Юделник